# Mateusz Kowalski
Mateusz Kowalski, né le 30 septembre 1986 à Cracovie, est un footballeur polonais. Il est défenseur.

## Carrière

### En club
- depuis 2008 :  Wisła Cracovie
  - jan. 2009-2010 :  Piast Gliwice (prêt)
  - depuis 2011 :  Bruk-Bet Nieciecza (prêt)

### Palmarès
- Champion de Pologne : 2008, 2011